# Amares (freguesia)
Amares is een plaats (freguesia) in de Portugese gemeente Amares en telt 1293 inwoners (2001).